# Louis Ernest Solá
Louis Ernest Solá (español: Luis Ernesto Solá; nacido el 8 de enero de 1968) es comisionado de la Comisión Marítima Federal de los Estados Unidos. Solá trabaja actualmente bajo el presidente Daniel Maffei. El 15 de noviembre de 2018, Solá fue nominada a la Comisión Federal Marítima por el presidente Donald Trump. El 20 de enero de 2025, Sola fue designado Comisionado de la Comisión Marítima Federal de los Estados Unidos por el presidente Donald Trump.
En diciembre de 2015, el gobernador Rick Scott anunció el nombramiento de Louis Solá para la Junta de Comisionados Pilotos de Florida por un período de 4 años a partir del 4 de diciembre de 2015.
Antes de unirse a la Comisión Marítima Federal, Solá había servido en el Comando de Inteligencia y Seguridad del Ejército de los Estados Unidos como Responsable Estratégico, en misiones de Contrainteligencia y Narcóticos en Panamá con el Comando Sur de los Estados Unidos, y en esfuerzos militares durante la crisis de vigas cubanas de 1994.

## Educación
Louis E. Solá nació en Chicago, IL, el 8 de enero de 1968, y creció en Goodland, Indiana y la Zona del Canal de Panamá. Recibió un A.A. en Historia del Parkland College en 1989; un B.A. en Administración de la Nova Southeastern University en 1996; y un M.S. en Finanzas Internacionales de la Universidad de Illinois en 1998. Se graduó dos veces (en español y alemán) del Instituto de Idiomas de Defensa, Centro de Idiomas Extranjeros, ubicado en el Presidio de Monterey, California.

## Carrera
Solá sirvió en la Junta de Comisionados de Pilotos de Florida, donde fue responsable de otorgar licencias y regular a los pilotos de puerto. También sirvió en el panel de causa probable para incidentes marítimos. Anteriormente, fue ejecutivo de ventas en Camper & Nicholsons, Northrop y Fincantieri. Es un corredor internacional de barcos y yates con licencia que ha vendido más de 125 nuevos yates valorados en más de 300 millones de dólares y también es el fundador y director ejecutivo de Evermarine, una compañía de corretaje de yates con sede en Miami. Además, se desempeñó como profesor adjunto en la Universidad Estatal de Florida.
Además, Solá se desempeñó como consultor para el Banco Interamericano de Desarrollo durante la entrega de los Estados Unidos del Canal de Panamá.

## Militar
Solá se desempeñó como Debriefer Estratégico para el Comando de Inteligencia y Seguridad del Ejército de los Estados Unidos en Munich, Alemania, después de la caída del Muro de Berlín al informar estratégicamente a los refugiados de Europa del Este. Posteriormente, sirvió en misiones de Contrainteligencia y Narcóticos en Panamá con el Comando Sur de los Estados Unidos, comandado por el futuro Zar General de Drogas Barry McCaffrey, durante la Guerra contra las drogas en Colombia y la caída de Pablo Escobar. Solá obtuvo la Insignia de Paracaidista del Ejército de los EE. UU. (Aerotransportada) y recibió la Medalla del Servicio Humanitario por sus esfuerzos durante la crisis de vigas cubanas de 1994. Sus relatos de la resistencia del pueblo cubano donde este último relató en el Financial Times.

## Política
Solá apoyó la campaña del exgobernador Jeb Bush para la nominación presidencial de 2016, así como el senador estadounidense Marco Rubio. Más tarde respaldó la campaña presidencial de 2016 de Donald Trump uniéndose a una carta abierta de 100 líderes empresariales y organizando el primer evento Trump Victory en Florida el 26 de julio de 2016. También apoyó y contribuyó a la campaña 2020 de Trump para la reelección e hizo donaciones al Comité Nacional Republicano.
Anteriormente, Solá se postuló para el escaño de la Cámara de Representantes de los Estados Unidos en el distrito 24 del Congreso de Florida como candidato político republicano contra la Representante demócrata Frederica Wilson. Ambos candidatos fueron retirados de la boleta que se citó como un factor que condujo al recuento de elecciones al Senado de Florida 2018. Solá ha declarado públicamente que no se postulará para el distrito 26 del Congreso de Florida en 2020.

## Comisión Federal Marítima
El 30 de abril de 2020, la Comisión Marítima Federal nombró al Comisionado Sola "Cruise Czar" para dirigir "Fact Finding 30", una investigación federal de investigación sobre los impactos del COVID-19 en la industria de cruceros.  Esta investigación se centró en el desempeño de las líneas de cruceros, política de reembolso de boletos y los impactos económicos de la Orden de No Navegar de los CDC. Sola recomendó una "necesidad urgente de que los barcos comiencen a navegar nuevamente" debido a los impactos económicos en los puertos de la nación, los gobiernos locales y las pequeñas empresas.  El 25 de marzo de 2021, Sola publicó su plan para la reanudación de los cruceros centrándose en las vacunas en tierra, la tripulación y los pasajeros, y al mismo tiempo pidió al presidente Biden que donará vacunas a los puertos de cruceros del Caribe y Centroamérica.  Debido a la prohibición canadiense de cruceros hasta 2022,  Sola pidió la modificación de la Ley de Servicios de Buques de Pasajeros de 1886 que requiere que los cruceros se detengan en un puerto extranjero antes de volver a hacer escala en un puerto de EE. UU., Que finalmente se convirtió en el Alaska Tourism.  Sola también propuso cambios en las reglas federales de protección al consumidor para estandarizar las prácticas de reembolso en la industria de cruceros a fin de proteger a los pasajeros de cancelaciones. En una entrevista con CNBC sobre los mandatos de las líneas de cruceros para que los pasajeros tengan COVID-19 vacunas antes de abordar, Sola declaró: " Me siento mucho más seguro en un crucero que volando".

## Cobertura mediática
Solá ha aparecido en publicaciones nacionales e internacionales centradas en la navegación y el comercio internacional, incluidos Yachting, Superyacht Times, Motor Boating, Marlin, Sea Trade News, Soundings, Forbes, American Shipper, Financial Times, Bloomberg, CNBC, Sun-Sentinel, La Croix y Yahoo Finance.